# Katharina Schmid
Katharina Schmid (nacida Katharina Althaus, Oberstdorf, 23 de mayo de 1996) es una deportista alemana que compite en salto en esquí.
Participó en tres Juegos Olímpicos de Invierno, entre los años 2014 y 2022, obteniendo dos medallas, plata en Pyeongchang 2018 y plata en Pekín 2022, ambas en el trampolín normal individual.
Ganó diez medallas en el Campeonato Mundial de Esquí Nórdico entre los años 2015 y 2025.

## Palmarés internacional
| Juegos Olímpicos   | Juegos Olímpicos            | Juegos Olímpicos  | Juegos Olímpicos    |
| Año                | Lugar                       | Medalla           | Prueba              |
| ------------------ | --------------------------- | ----------------- | ------------------- |
| 2018               | Pyeongchang (Corea del Sur) | Medalla de plata  | TN individual       |
| 2022               | Pekín (China)               | Medalla de plata  | TN individual       |
| Campeonato Mundial |                             |                   |                     |
| Año                | Lugar                       | Medalla           | Prueba              |
| 2015               | Falun (Suecia)              | Medalla de oro    | TN equipo mixto     |
| 2019               | Seefeld (Austria)           | Medalla de oro    | TN por equipo       |
| 2019               | Seefeld (Austria)           | Medalla de oro    | TN equipo mixto     |
| 2019               | Seefeld (Austria)           | Medalla de plata  | TN individual       |
| 2021               | Oberstdorf (Alemania)       | Medalla de oro    | TN por equipo mixto |
| 2023               | Planica (Eslovenia)         | Medalla de oro    | TN individual       |
| 2023               | Planica (Eslovenia)         | Medalla de oro    | TN por equipo       |
| 2023               | Planica (Eslovenia)         | Medalla de oro    | TN por equipo mixto |
| 2023               | Planica (Eslovenia)         | Medalla de bronce | TG individual       |
| 2025               | Trondheim (Noruega)         | Medalla de bronce | TN por equipo       |